# Tractat de Guadalupe-Hidalgo

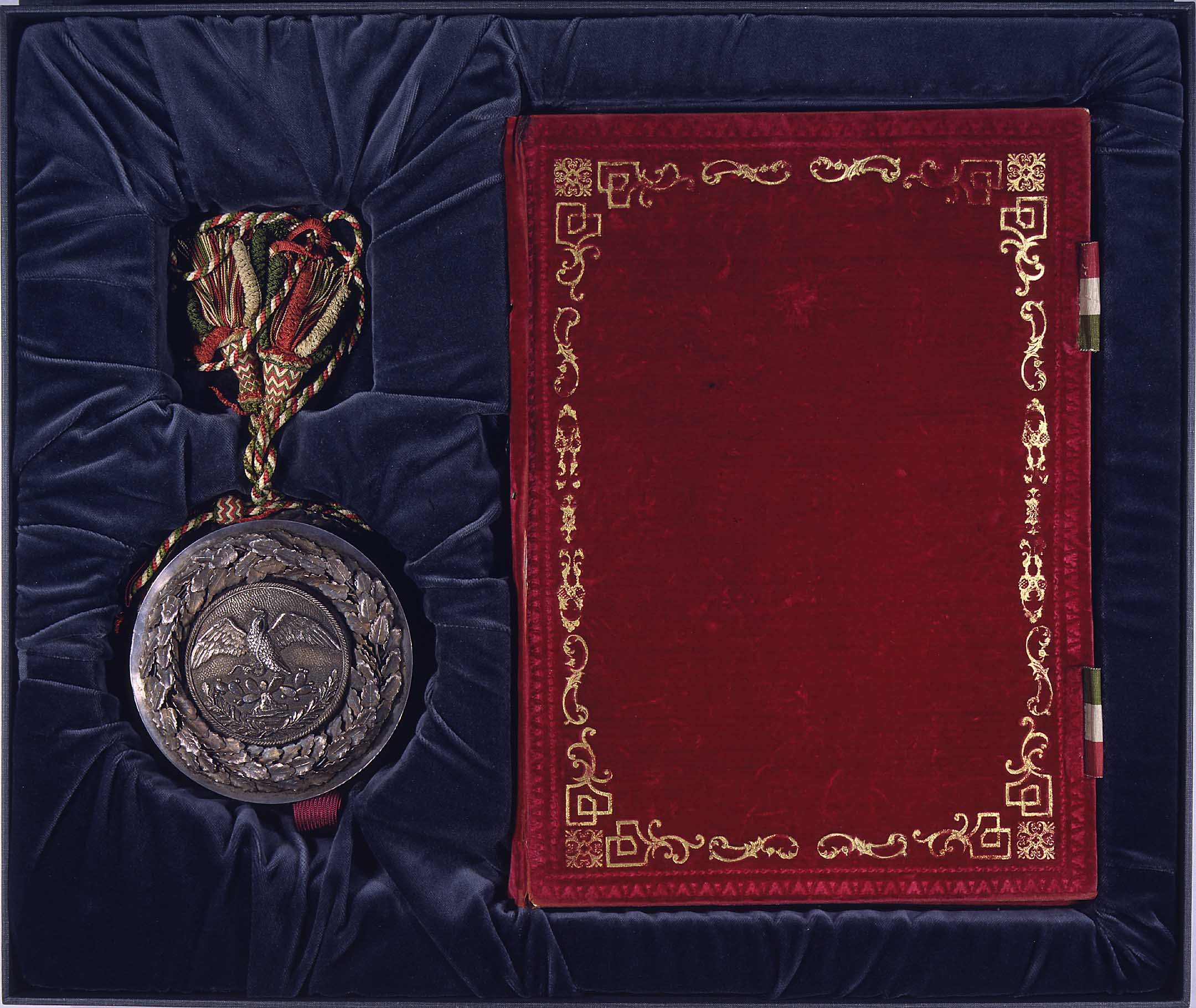
Còpia del Tractat de Guadalupe-Hidalgo

El Tractat de Guadalupe-Hidalgo fou un tractat de pau que incloïa les clàusules imposades pels Estats Units al govern interí de Mèxic, que es trobava sota l'ocupació militar estatunidenca, en acabar la guerra entre els dos països, també coneguda com la "Intervenció Nord-americana a Mèxic", de 1846 a 1848.

Negociació sobre la frontera definitiva entre Mèxic i els Estats Units, posterior a l'ocupació.

Segons les estipulacions del tractat, com a condició de pau, Mèxic era obligat a cedir 1,36 milions de quilòmetres quadrats, o el 55% del seu territori original (sense incloure-hi Texas, que se n'havia separat el 1836 i que els Estats Units havien annexat el 1845), a canvi d'una compensació de 15 milions de dòlars. Els territoris cedits foren el territori de l'Alta Califòrnia i el territori de Nou Mèxic, a més de les àrees abans disputades entre Texas i Mèxic, que en total corresponen als estats actuals de Califòrnia, Nou Mèxic, Arizona, Nevada i seccions de Colorado, Utah i Wyoming.
El tractat assegurava els drets de propietat dels ciutadans mexicans dels territoris transferits, els quals, tanmateix, no foren respectats posteriorment pel govern nord-americà. Els Estats Units també acordaven absorbir el deute de 3,25 milions de dòlars que suposadament devia Mèxic als ciutadans americans que vivien dins el seu territori. El tractat fou signat al barri de Guadalupe-Hidalgo de la ciutat de Mèxic el 2 de febrer de 1848.